# Protodesoria granda
Protodesoria
Genre
Espèce
Protodesoria granda, unique représentant du genre Protodesoria, est une espèce fossile de collemboles de la famille des Isotomidae.

## Répartition
Cette espèce a été découverte dans de l'ambre de Birmanie. Elle date du Crétacé.

## Systématique
Le genre Protodesoria et l'espèce Protodesoria granda ont été décrits en 2006 par Christiansen (d) et Nascimbene (d),.

### Publication originale
- (en) Kenneth A. Christiansen et Paul C. Nascimbene, « Collembola (Arthropoda, Hexapoda) from the mid Cretaceous of Myanmar (Burma) », Cretaceous Research, Royaume-Uni, vol. 27, no 3,‎ juin 2006, p. 318-363 (ISSN 0195-6671, e-ISSN 1095-998X, DOI 10.1016/j.cretres.2005.07.003).